# 姜皎
姜皎（670年代—722年），一作姜晈，秦州上邽（今甘肃省天水市）人。唐朝官员。

## 生平
姜晞從兄弟。姜遐子。姜皎善畫鷹烏。长安中，姜皎累迁至尚衣奉御。当时唐玄宗尚为临淄郡王。姜皎观察后认为李隆基有非常之度，效忠于他。唐中宗时，姜皎出任润州长史。唐玄宗即位后，姜皎被召回京，拜殿中少监。玄宗常亲密地称他为姜七而不呼名，更赐以宫女、名马及诸珍物不可胜数。713年发生先天政變时，姜皎参与谋划，以功拜殿中监、封楚国公，实封四百户，有银青光禄大夫的官衔。不久，迁太常卿，监修国史，上柱国。开元五年（717年），唐玄宗下敕，去姜皎官职。后，又起复为秘书监。
開元十年（722年），玄宗准备廢王皇后，与姜皎密谈。姜皎洩密，被王皇后、王守一的妹夫嗣濮王李峤告发。宰相张嘉貞称其“妄談吉凶之事”，“杖之六十配流欽州”，因傷重死於途中，年五十余。姜皎亲厚的官员数人被流配，其弟吏部侍郎姜晦亦受牽連，貶春州司馬。当时朝廷以姜皎为冤，而责怪张嘉贞。姜皎的另一姊妹為大臣源乾曜堂侄孙源光乘正室，源乾曜亦曾蒙姜皎举荐。当时，源乾曜为侍中，亦不主持公道，为时议所讽刺。后，唐玄宗念其旧功，令其归葬于家，以礼葬之，并派遣中使存问其家。开元十五年（727年），追赠泽州刺史。
姜皎有子姜慶初，未滿周歲时，玄宗許諾會將公主嫁給他。姜皎的外甥李林甫為相時，从容奏之。改年為載七年之後的天寶十載（751年），玄宗下詔姜慶初娶新平公主。另有一女姜氏下嫁韋堅（肅宗為太子時元妃韋氏三兄），李林甫爲謀立壽王構陷之（與皇甫惟明、王忠嗣同罪），堅刑死。

## 备注
1. ↑  其父姜遐墓志作“长子银青光禄大夫、太常卿、楚国公晈”。与其家族辈字相符。